# Requiem for the American Dream
Requiem for the American Dream is een Amerikaanse documentaire uit 2015 waarin de invloedrijke taalwetenschapper Noam Chomsky de socio-economische evolutie van de Verenigde Staten in de 20e en 21e eeuw bespreekt en analyseert. 

## Inhoud
Noam Chomsky is een van de invloedrijkste en meest geciteerde intellectuelen van de 20e eeuw. In interviews die over vier jaar opgenomen werden, bespreekt en analyseert hij de socio-economische evolutie van de Verenigde Staten tot en met de kredietcrisis die in 2007 ontstond. Volgens Chomsky stevent de maatschappij niet op een mooie toekomst af als de economische ontwikkelingen van de afgelopen decennia niet worden teruggedraaid. Hij blikt ook terug op zijn eigen jaren als politiek activist en onderstreept het belang van burgerparticipatie, solidariteit en betaalbaar onderwijs in een democratie.
In zijn analyse baseert hij zich op de teksten van onder meer Adam Smith, James Madison en Aristoteles.
De rode draad doorheen de documentaire is dat de zeer ongelijke verdeling van rijkdom en macht een democratie ondermijnt. Chomsky haalt tien principes aan die de concentratie van rijkdom en macht creëren en in stand houden. De tien principes zijn:
1. Beperk de democratie
2. Vorming van de ideologie
3. Herontwerp de economie
4. Verschuif de last
5. Val de solidariteit aan
6. Bestuur de reguleringen
7. Manipuleer verkiezingsuitslagen
8. Houd het gepeupel onder de duim
9. Kweek instemming
10. Marginaliseer het volk

## Titelverklaring
Requiem for the American Dream (Nederlands: Requiem voor de Amerikaanse Droom) insinueert dat de documentaire een soort herdenkingsmis is voor de American Dream die niet langer bestaat. In de docu stelt Chomsky dat de American Dream deels symbolisch en deels echt was. In het gouden tijdperk van de jaren 1950 en '60 was er een enorme economische groei in de Verenigde Staten. Een groot deel van de bevolking genoot mee van die groei. Zo konden arbeiders door te werken een gezin stichten, een huis kopen en hun kinderen naar school sturen. In de daaropvolgende decennia verschoof het zwaartepunt van de Amerikaanse economie van productie naar financiën, verslechterde de positie van de arbeider en kwam de rijkdom in handen van een steeds kleiner wordende groep mensen.
De titel is ook een verwijzing naar het boek Requiem for a Dream van auteur Hubert Selby jr. en de gelijknamige verfilming uit 2000.

## Release
Requiem for the American Dream ging op 18 april 2015 in première op het Tribeca Film Festival in New York. In april 2016 werd de documentaire ook uitgebracht door streamingdienst Netflix.

## Voetnoten
1. ↑  (en) Rafferty, Rebecca, Noam Chomsky gives talkback about decline of American dream. City Newspaper (25 april 2016). Geraadpleegd op 28 maart 2020.